# IndyCar Series 2006
De IndyCar Series 2006 was het elfde kampioenschap van de IndyCar Series. Het werd gewonnen door Sam Hornish Jr., die het kampioenschap voor de derde en laatste keer in zijn carrière won. Tijdens het seizoen werd de 90e Indianapolis 500 gehouden die eveneens gewonnen werd door Sam Hornish Jr. Het eerste race-weekend van het seizoen op de Homestead-Miami Speedway werd verstoord door een ongeval tijdens de laatste kwalificatiesessie waarbij Paul Dana om het leven kwam.

## Races
|    | Datum        | Circuit                         | Winnaar           | Tweede            | Derde             | Pole position     |
| 1  | 26 maart     | Homestead-Miami Speedway        | Dan Wheldon       | Hélio Castroneves | Sam Hornish Jr.   | Sam Hornish Jr.   |
| 2  | 2 april      | Stratencircuit Saint Petersburg | Hélio Castroneves | Scott Dixon       | Tony Kanaan       | Dario Franchitti  |
| 3  | 22 april     | Twin Ring Motegi                | Hélio Castroneves | Dan Wheldon       | Tony Kanaan       | Hélio Castroneves |
| 4  | 28 mei       | Indianapolis Motor Speedway     | Sam Hornish Jr.   | Marco Andretti    | Michael Andretti  | Sam Hornish Jr.   |
| 5  | 4 juni       | Watkins Glen                    | Scott Dixon       | Vitor Meira       | Ryan Briscoe      | Hélio Castroneves |
| 6  | 10 juni      | Texas Motor Speedway            | Hélio Castroneves | Scott Dixon       | Dan Wheldon       | Sam Hornish Jr.   |
| 7  | 24 juni      | Richmond International Raceway  | Sam Hornish Jr.   | Vitor Meira       | Dario Franchitti  | Hélio Castroneves |
| 8  | 2 juli       | Kansas Speedway                 | Sam Hornish Jr.   | Dan Wheldon       | Vitor Meira       | Dan Wheldon       |
| 9  | 15 juli      | Nashville Superspeedway         | Scott Dixon       | Dan Wheldon       | Vitor Meira       | Dan Wheldon       |
| 10 | 23 juli      | Milwaukee Mile                  | Tony Kanaan       | Sam Hornish Jr.   | Tomas Scheckter   | Hélio Castroneves |
| 11 | 30 juli      | Michigan International Speedway | Hélio Castroneves | Vitor Meira       | Dan Wheldon       | Hélio Castroneves |
| 12 | 13 augustus  | Kentucky Speedway               | Sam Hornish Jr.   | Scott Dixon       | Hélio Castroneves | Hélio Castroneves |
| 13 | 27 augustus  | Infineon Raceway                | Marco Andretti    | Dario Franchitti  | Vitor Meira       | Scott Dixon       |
| 14 | 10 september | Chicagoland Speedway            | Dan Wheldon       | Scott Dixon       | Sam Hornish Jr.   | Sam Hornish Jr.   |

## Eindrangschikking
| Rank | Rijder            | Ptn |
| ---- | ----------------- | --- |
| 1.   | Sam Hornish Jr.   | 475 |
| 2.   | Dan Wheldon       | 475 |
| 3.   | Hélio Castroneves | 473 |
| 4.   | Scott Dixon       | 460 |
| 5.   | Vitor Meira       | 407 |
| 6.   | Tony Kanaan       | 388 |
| 7.   | Marco Andretti    | 325 |
| 8.   | Dario Franchitti  | 311 |
| 9.   | Danica Patrick    | 302 |
| 10.  | Tomas Scheckter   | 298 |
| 11.  | Scott Sharp       | 291 |
| 12.  | Bryan Herta       | 289 |
| 13.  | Kosuke Matsuura   | 273 |
| 14.  | Ed Carpenter      | 250 |

| Rank | Rijder           | Ptn |
| ---- | ---------------- | --- |
| 15.  | Buddy Rice       | 234 |
| 16.  | Jeff Simmons     | 215 |
| 17.  | Felipe Giaffone  | 142 |
| 18.  | Buddy Lazier     | 122 |
| 19.  | Eddie Cheever    | 114 |
| 20.  | Jeff Bucknum     | 97  |
| 21.  | Ryan Briscoe     | 83  |
| 22.  | P.J. Chesson     | 54  |
| 23.  | Marty Roth       | 36  |
| 24.  | Michael Andretti | 35  |
| 25.  | Sarah Fisher     | 32  |
| 26.  | Max Papis        | 16  |
| 27.  | Roger Yasukawa   | 14  |
| =    | A.J. Foyt IV     | 14  |

| Rank | Rijder            | Ptn |
| ---- | ----------------- | --- |
| 29.  | Jaques Lazier     | 13  |
| 30.  | Al Unser Jr.      | 12  |
| =    | Roberto Moreno    | 12  |
| =    | Tomáš Enge        | 12  |
| =    | Townsend Bell     | 12  |
| =    | P.J. Jones        | 12  |
| =    | Airton Daré       | 12  |
| 36.  | Arie Luyendyk jr. | 10  |
| =    | Stéphan Grégoire  | 10  |
| =    | Larry Foyt        | 10  |
| =    | Thiago Medeiros   | 10  |
| 40.  | Paul Dana         | 6   |